# Discografia Anei Pacatiuș
Discografia Anei Pacatiuș constă în discuri de vinil, casete și multe altele realizate din 1963.

## Electrecord
| An   | Număr Catalog                                    | Piese | Acompaniament                                                     | Note                                                      |
| ---- | ------------------------------------------------ | --- | ----------------------------------------------------------------- | --------------------------------------------------------- |
| 1963 | EPA 3314                                         | Măi bădiță bănățean Bade-al meu e bănățean | Orchestra „Lazăr Cernescu“ din Caransebeș Dirijor Nicolae Perescu |                                                           |
| 1963 | EPA 3315                                         | Busuioc mândru răsare Bădiță, dragă, bădiță | Orchestra „Lazăr Cernescu“ din Caransebeș Dirijor Nicolae Perescu |                                                           |
| 1964 | EPC 460 Bade-al meu e bănățean                   | Bade-al meu e bănățean Măi bădiță bănățean Bădiță, dragă, bădiță Busuioc mândru răsare | Orchestra „Lazăr Cernescu“ din Caransebeș Dirijor Nicolae Perescu | Înregistrări de pe discurile EPA 3314, EPA 3315 din 1963. |
| 1964 | EPC 480                                          | 1. La izvor, la izvorele | Orchestra „Lazăr Cernescu“ din Caransebeș Dirijor Nicolae Perescu | Înregistrare Radio                                        |
| 1967 | EPE 0284 Muzică populară bănățeană               | 2. Busuioc mândru răsare 14. La izvor, la izvoarele | Orchestra „Lazăr Cernescu“ din Caransebeș Dirijor Nicolae Perescu | Înregistrări de pe discurile EPA 3315, EPC 480.           |
| 1968 | EPC 971 Marie Marie                              | Marie, Marie La cusut ochii mă dor Când eram fată în sat Măi bădiță fir de floare | Orchestra Stan Simion-Bănățeanu                                   | Fotografie Aurelia Cristescu                              |
| 1969 | EPE 0403 Muzică populară bănățeană               | 7. Măi bădiță fir de floare 12. Marie, Marie | Orchestra Stan Simion-Bănățeanu                                   | Înregistrări de pe discul EPC 971                         |
| 1977 | STM-EPE 01335 Pe munte la Semenic                | În munții Banatului La izvorul de la moară Aseară și-alaltăseară Primăvara de-o ajung Bădișor de când te-ai dus Pe munte la Semenic Bună seara, dragii mei Maică dac-ai fi știut De-aș avea bade să-mi placă Ana mea, draga mea Badea-i nalt, brăcira lată | Orchestra de Muzică Populară Radio Dirijor George Vancu           |                                                           |
| 1977 | STC 0047 Interpreți de muzică populară bănățeană | 7. Ana mea, draga mea 8. Bună seara, dragii mei | Orchestra de Muzică Populară Radio Dirijor George Vancu           | Casetă Audio                                              |
| 1985 | ST-EPE 02682 Autografe muzicale 3                | 7. Bună seara, dragii mei | Orchestra de Muzică Populară Radio Dirijor George Vancu           |                                                           |
| 1990 | STC 00696 Pe munte la Semenic                    | 1. În munții Banatului 2. La izvorul de la moară 3. Aseară și-alaltăseară 4. Primăvara de-o ajung 5. Bădișor de când te-ai dus 6. Pe munte la Semenic 7. Bădișor, sprâncene negre 8. Crești pădure și te-ndeasă 9. Dragu mi-i mie la joc 10. Drag mi-e toamna la cules de vii 11.Bună seara, dragii mei 12. Maică, dac-ai fi știut 13. De-aș avea bade să-mi placă 14. Ana mea, draga mea 15. Badea-i nalt, brăcina-i lată 16. Inimioară cu dor mult 17. Busuioc mândru răsare 18. Mamă, când plec de la tine 19. Fata bănățeancă | Orchestra de Muzică Populară Radio Dirijor George Vancu           | Casetă Audio                                              |
| 1992 | ST-EPE 04128 Cânt cu suflet pentru suflet        | Cânt cu suflet, pentru suflet Cine n-o iubit Bate vremea la fereastră La toți dragostea li-i dată Peste Caraș-Severin Amară-i frunza de nuc Grea boală îi pe pământ! Bade cu cocia goală Peste sate bănățene Pe badea de la Sălaș La Sălaș, la drumul mare Bade, cât ai fost de mândru! | Orchestra Paraschiv Oprea                                         |                                                           |
| 1992 | STC 00809 Cânt cu suflet pentru suflet           | Cânt cu suflet, pentru suflet Cine n-o iubit Bate vremea la fereastră La toți dragostea li-i dată Peste Caraș-Severin Amară-i frunza de nuc Grea boală îi pe pământ! Bade cu cocia goală Peste sate bănățene Pe badea de la Sălaș La Sălaș, la drumul mare Bade, cât ai fost de mândru | Orchestra Paraschiv Oprea                                         | Casetă audio                                              |
| 1997 | STC 001208 Dorul badei mă topește                | Bade, mândru ca o floare Dorul badei mă topește Bate vremea la fereastră Viața noastră-i tare scurtă Vara asta ce-a trecut La izvor, la Izvorele Lasă-ți badeo mândrele Toată vara Dragostea-i făcută anume Mândruliță, mândră almăjană Mă întorc în satul meu Bate-mi-te, bade, bate | Orchestra Paraschiv Oprea                                         | Casetă Audio                                              |
| 2001 | EDC 404 Ana mea, draga mea                       | 1. Bade cu cocia goală 2. Cânt cu suflet pentru suflet 3. Lasă-ți bade mândrele 4. La izvor, la izvoarele 5. Dorul badei mă topește 6. Bade, mândru ca o floare 7. Bădișor, de când te-ai dus 8. La izvorul de la moară 9. Aseară și-alaltăseară 10. Ana mea, draga mea 11. Pe munte la Semenic 12. Bună seara, dragii mei 13. Peste Caraș Severin 14. La toți dragostea li-i dată 15. Peste sate bănățene 16. La Sălaș, la drumul mare 17. Bate vremea la fereastră 18. Vara asta ce-o trecut 19. Cine n-o iubit 20. Mândruliță, mândră almăjană 21. De-aș avea bade să-mi placă 22. Amară-i frunza de nuc 23. Mă întorc în satul meu 24. Toată vara | Orchestra George Vancu, Orchestra Paraschiv Oprea                 |                                                           |
| 2001 | STC 001396                                       | 1. Cânt cu suflet pentru suflet 2. Cine n-o iubit 3. Bade cu cocia goală 4. La Sălaj la drumul mare 5. Peste Caraș-Severin 6. La toți dragostea li-i dată 7. Peste sate bănățene 8. Bate-mi-te, bade, bate 9. Ana mea, draga mea 10. Badea-i nalt, brăcina lată 11. Viața noastră-i tare scurtă 12. Amără-i frunza de nuc 13. Dragostea-i făcută anume 14. În munții Banatului 15. Maică dac-ai fi știut 16. Boală grea e pe pământ 17. Primăvara de-o ajung | Orchestra George Vancu, Orchestra Paraschiv Oprea                 | Casetă Audio                                              |

## Biografie
Discografia Anei Pacatiuș (Discogs) https://www.discogs.com/artist/3076103-Ana-Pacatiu%C8%99
1. 1 2 3 4  Catalog Electrecord 1968
2. 1 2  Înregistrări Radio
3. 1 2 3 4  „Discografie Ana Pacatiuș”.